# Eurocopter EC145
O Eurocopter EC 145, agora Airbus Helicopters H145 é um helicóptero para uso geral fabricado pela Eurocopter.
O Eurocopter Group foi formado em 1992 pela fusão das divisões de helicópteros da Aérospatiale e da  Daimler-Benz Aerospace AG.
Originalmente referido como BK 117 C2, esse modelo foi baseado no MBB/Kawasaki BK 117 C1 e tornou-se parte da linha 1992 da produção da Eurocopter.
Possui dois motores e pode transportar até nove passageiros. O aparelho é adequado para transporte de passageiros, serviços de emegência médica, busca e salvamento e outros serviços de interesse geral.

## Ficha técnica
Capacidade
8 passageiros + 1 piloto
Dimensões
Comprimento - 13,03 m
Altura  -  3,95 m
Diâmetro do rotor  - 11 m
Peso máximo de decolagem
3.585 kg
Motorização
2 MotoresTurbomeca ARRIEL 1E2
Desempenho
Velocidade máxima - 268 km/h
Velocidade de cruzeiro - 246 km/h
Alcance com tanque standard - 680 km
Teto de serviço - 5.240 m
Razão de subida - 8,1 m/s

## Utilizadores

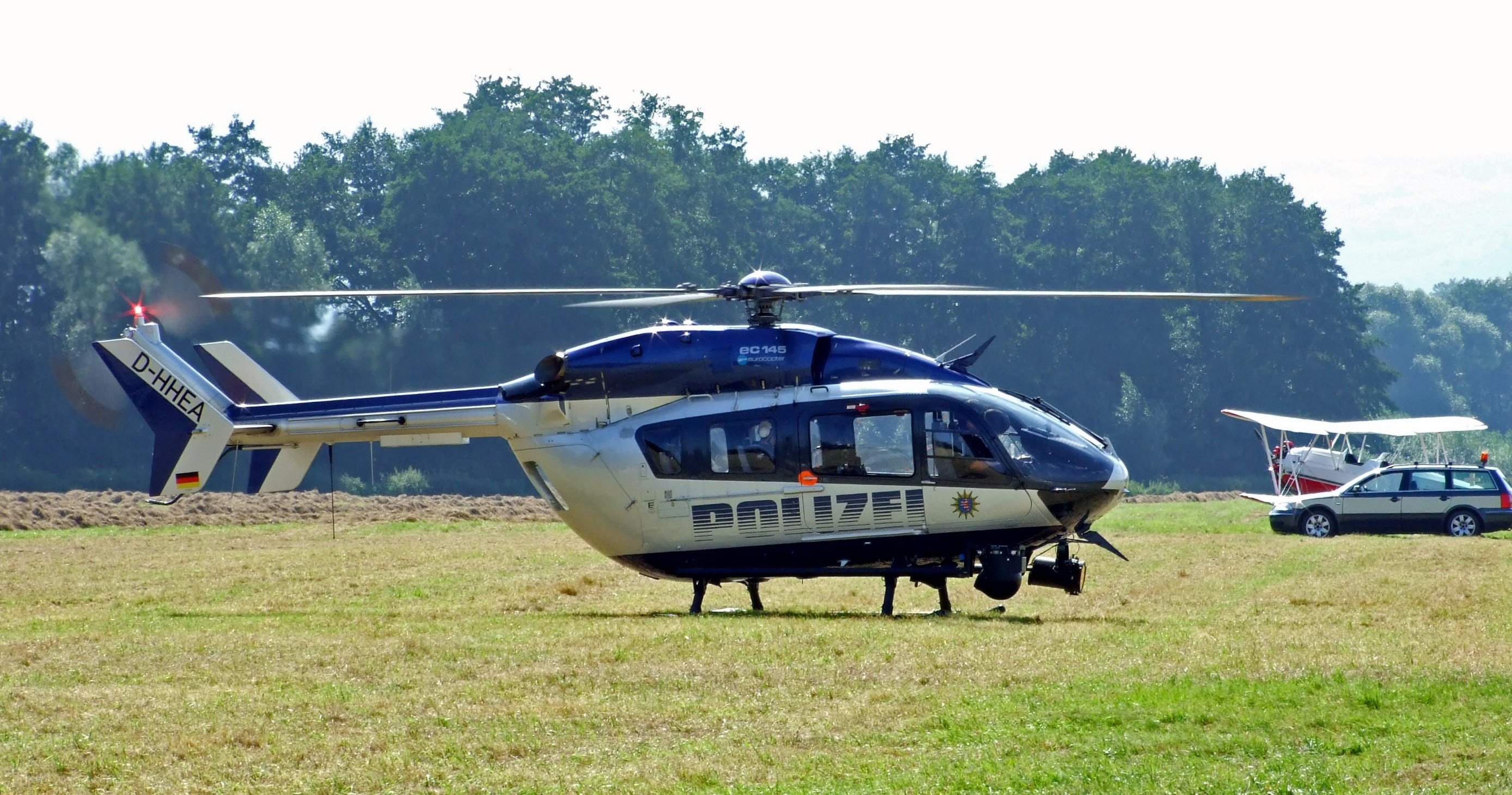
A serviço da Polícia Alemã

Albânia
 Alemanha
 Austrália
 Bélgica
 Brasil
 Croácia
 Espanha
 Estados Unidos
 França
 Indonésia
 Lituânia
 México
 Noruega
 Panamá
 Reino Unido
 Rússia
 Suécia
 Suíça 